# Websocket
Websocket är en teknik som möjliggör full-duplex tvåvägskommunikationskanaler över en Transmission Control Protocol (TCP) socket. Den är främst utformad för att implementeras i webbläsare och webbservrar, men kan användas av vilken klient- eller serverapplikation som helst. Websocket-API:t är standardiserat av W3C och Websocket-protokollet är standardiserat av IETF som RFC 6455. Eftersom vanliga TCP-förbindelser över andra portnummer än 80 ofta blockeras av systemadministratörer, kan Websocket användas för att kringgå dessa begränsningar och göra applikationer med samma funktionalitet.
På klientsidan har Websocket implementerats i Firefox 4, Google Chrome 4, Opera 11 och Safari 5, samt i den mobila Safari-webbläsaren från och med IOS 4.2.